# IC 1812
IC 1812 est une très vaste galaxie elliptique située dans la constellation de l'Éridan. Sa vitesse par rapport au fond diffus cosmologique est de (5095 ± 26) km/s, ce qui correspond à une distance de Hubble de 75,1 ± 5,3 Mpc (∼245 millions d'al). IC 1812 a été découverte par l'astronome américain DeLisle Stewart en 1901.
À ce jour, trois mesures non basées sur le décalage vers le rouge (redshift) donnent une distance de 69,400 ± 6,100 Mpc (∼226 millions d'al), ce qui est à l'intérieur des valeurs de la distance de Hubble.

## Groupe d'ESO 246-21
IC 1812 fait partie d'un groupe de galaxies d'au moins 8 membres, le groupe d'ESO 246-21. Les autres du groupe sont IC 1810, NGC 939, NGC 954, ESO 246-15, ESO 246-16 et ESO 246-22.

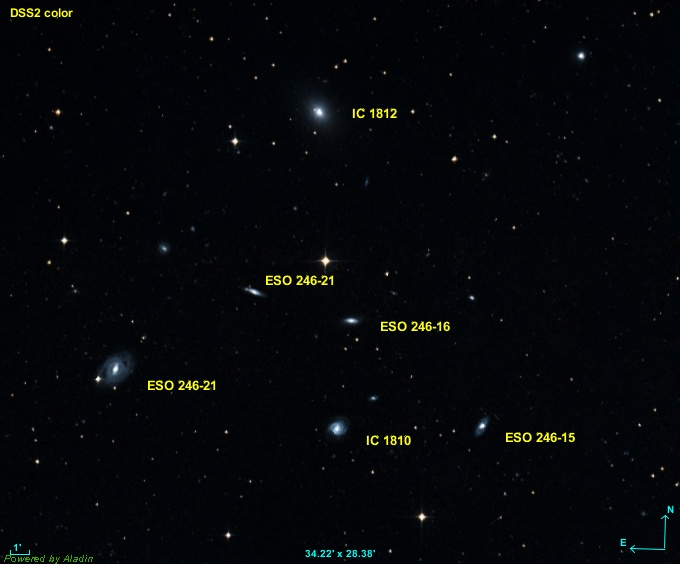
Six galaxies du groupe d'ESO 246-21.